# Lisl Ponger
Lisl Ponger (* 2. August 1947 in Nürnberg) ist eine österreichische Künstlerin.

## Leben
Nach einer Ausbildung an der Fotoklasse an der Graphischen Lehr- und Versuchsanstalt in Wien war Ponger als Filmemacherin, Fotografin und Medienkünstlerin tätig. Ponger fotografierte unter anderem bei Aktionen von Otto Muehl, Hermann Nitsch und anderen Vertretern des Wiener Aktionismus. Sie verbrachte längere Aufenthalte in Mexiko und den USA. Sie begann 1979 zu filmen. Die Themen Fremdheit und Beheimatung, Erinnern und Vergessen spielen in ihrem Schaffen eine große Rolle.
1998/99 und 2001/02 war Lisl Ponger Gastprofessorin an der Universität für angewandte Kunst Wien.
2002 war Lisl Ponger an der Documenta11 eingeladen und 2007 am Filmprogramm der documenta 12 vertreten. 2024 widmete ihr das Filmfestival Diagonale eine Retrospektive.

## Auszeichnungen
- 1988 Österreichischer Förderungspreis für Filmkunst
- 1994 Österreichischer Würdigungspreis für Filmkunst
- 2003 Niederösterreichischer Würdigungspreis für Bildende Kunst
- 2005 Preis der Stadt Wien für Bildende Kunst
- 2005 Golden Gate New Vision Award des 48. San Francisco International Film Festivals
- 2017 Otto-Breicha-Preis[2]

## Filme
- Space Equals Time – Far Freaking Out (1979)
- Film – An Exercise in Illusion I. (1980)
- Lichtblitze (1981)
- The Four Corners of the World (1981)
- Souvenirs (1982)
- Film – An Exercise in Illusion II. (1983)
- Tendencies To Exist (1984)
- Container – Contained (1985)
- The Sound of Space (1986)
- Substantial Shadows (1987)
- Train of Recollection (1988)
- Semiotic Ghosts (1991)
- Phantom Fremdes Wien (1991)
- Passagen (1996)
- Panorama (1998)
- déjà vu (1999)
- Imago Mundi – Das Gültige, Sagbare und Machbare verändern (2007)
- La Vida es un Carnaval (2021)
- To whom it may concern (2022)
- Unless you are a Trickster (2023)
- Fata Morgana (2024)

## Publikationen
- Doppleranarchie. Wien 1967 - 1972. Falter Verlag, 1990.
- Fremdes Wien. Wieser Verlag, 1993.
- Xenographische Ansichten. Wieser Verlag, 1995.
- Wiener Einstellungen. Wieser Verlag, 1999.
- Lisl Ponger. Fotoarbeiten. 2000.
- Phantom Fremdes Wien. Phantom Foreign Vienna. mit Texten von Tim Sharp und einem Gespräch zwischen Ljubomir Bratić, Anna Kowalska, Lisl Ponger und Tim Sharp. Wieser Verlag, Klagenfurt/Celovec 2004, ISBN 3-85129-433-5.
- Foto- und Filmarbeiten. Wieser Verlag, 2007.
- Werkschau XV. Fotogalerie Wien Nr. 44/2010, ISBN 978-3-902725-29-5.
- Kunstbeitrag "Wild Places". In: Manuel Aßner, Jessica Breidbach u. a. (Hrsg.): AfrikaBilder im Wandel? Quellen, Kontinuitäten, Wirkungen und Brüche. Peter Lang Verlag, Frankfurt am Main 2012, ISBN 978-3-631-61568-3.
- The Vanishing Middle Class. Ausstellungskatalog Secession, 2014, Revolver Publishing, 2014, ISBN 978-3-902592-77-4.
- The Master Narrative, Ausstellungskatalog Weltmuseum Wien, 2017, ISBN 978-3-99020-156-5
- Professione: fotografa. Hg. von Thorsten Sadowsky für das Museum der Moderne Salzburg. 2019. Salzburg: Fotohof edition. ISBN 978-3-902993-73-1